# Berlin-Adlershof (stacja kolejowa)
Berlin Adlershof – przystanek kolejowy w Berlinie, w dzielnicy Adlershof, w Niemczech. Posiada 1 peron. Na przystanku zatrzymują się pociągi S-Bahn.